# الدینایاکاناهالی
الدینایاکاناهالی (به انگلیسی: Adinayakanahalli) در هند است که در کارناتاکا واقع شده‌است.